# Alfred Heinzel
Alfred Hannes Heinzel (* 20. Juli 1947) ist ein österreichischer Industrieller, dessen Heinzel Group eine bedeutende Stellung in der österreichischen Papierindustrie innehat.

## Leben
Der studierte Maschinenbauer Heinzel begann seine Karriere bei Laakirchen Papier im oberösterreichischen Laakirchen. Die dortige Papierfabrik gehörte Heinzels Onkel Wilfried Heinzel. Nachdem Wilfried Heinzel das Werk an den schwedischen SCA-Konzern verkauft hatte, ging Alfred Heinzel selbst zu SCA und bekleidete einen Posten im Vorstand des Stockholmer Unternehmens. Im Jahr 2000 wurde Heinzel auf Wunsch seines Jugendfreundes, Papierindustriellen und damals zweiten Nationalratspräsidenten Thomas Prinzhorn Aufsichtsratsvorsitzender der staatlichen Beteiligungsverwaltung ÖIAG. Im selben Jahr übernahm Heinzel die Zellstofffabrik Pöls im steirischen Pöls. Im Jahr 2013 kaufte Heinzel die Laakirchen Papier AG von SCA zurück, die sich vormals schon in Familienbesitz befunden hatte. Die Domaine Albrechtsfeld im Burgenland und andere Großlandwirtschaften sowie eine Vielzahl an Windkraftanlagen, Wasser- und Photovoltaikkraftwerken befindet sich ebenfalls im Besitz Heinzels. Im Juni 2014 wurde Alfred Heinzel zum Präsidenten der Vereinigung der österreichischen Papierindustrie, Austropapier, gewählt.

## Privates
Alfred Heinzel ist passionierter Jäger, ist verheiratet und hat drei Söhne.

## Auszeichnungen
- 2024: Ehrensenator der Universität Graz[5]